# Трестиоара (Килииле)
Трестиоара (рум. Trestioara) насеље је у Румунији у округу Бузау у општини Килииле. Oпштина се налази на надморској висини од 412 m.

## Становништво
Према подацима из 2002. године у насељу је живело 126 становника, од којих су сви румунске националности.